# Clóris (filha de Anfião)
Clóris era filha de Níobe e Anfião, se casou com Neleu, rei de Pilos, e foi mãe de Pero, Alastor e Nestor.
Níobe era filha de Tântalo e Dione e se casou com Anfião, rei de Tebas. Anfião e seu irmão gêmeo Zeto eram filhos de Antíope, que havia sido violentada por Epopeu, rei de Sicião e depois seduzida por Zeus; em outra versão, primeiro Antíope foi seduzida por Zeus e depois, abandonada, foi salva e casou-se com Epopeu.
Níobe e Anfião tiveram catorze filhos (sete homens e sete mulheres), mas ela menosprezou Latona, dizendo que dos filhos de Latona, Diana usava roupas de homem e Apolo usava cabelo comprido e roupas de mulher, e se gabando de ter mais filhos que a deusa. Apolo matou seus filhos quando eles caçavam na floresta, e Diana matou suas filhas no palácio, poupando apenas Clóris.
Clóris casou-se com Neleu, filho de Hipocoonte, ou filho de Poseidon e Tiro. Neleu e Clóris, filha de Anfião, tiveram uma filha, Pero, e vários filhos: Taurus, Asterius, Pylaon, Deimachus, Eurybius, Epilaus, Phrasius, Eurymenes, Evagoras, Alastor, Nestor e Periclymenus. Periclymenus ganhou de Poseidon o poder de se transformar no que quisesse.
Quando Hércules atacou Pilos, matou Neleu e dez de seus filhos; apenas escaparam Periclymenus, transformado em águia por favor de seu avô, Netuno, e Nestor, que estava em Troia. Em outra versão, Periclymenus transformou-se em leão, cobra e abelha, mas foi morto por Héracles, junto com os outros filhos de Neleu, exceto Nestor, que estava vivendo entre os generians.
Nestor foi o sucessor de Neleu, e viveu por três gerações como um favor de Apolo, recebendo os anos que ele tinha tirado dos irmãos de Clóris.